# Riza Lushta
Riza Lushta (Kosovska Mitrovica, Serbia, * 22 de enero de 1916 - † Turín, Italia, 6 de febrero de 1997), fue un futbolista albanés.

## Trayectoria
Lushta comenzó su carrera futbolística en el SK Tirana, donde logró tres campeonatos albaneses (1934, 1936, 1937) y la primera Copa de Albania (1939).
En 1939 se mudó a Italia, donde jugó con Bari, Juventus (con la que ganó la Copa de Italia 1941/42), Napoli y Alessandria. Tras un paréntesis de tres temporadas en el Cannes francés, regresó a Italia, jugando en tercera división con el Siena y en cuarta con Forlì y Rapallo.
En Serie A disputó un total de 170 partidos, marcando 68 goles. Con la Juventus también compitió en el Campionato Alta Italia 1944, jugando 5 partidos con 5 goles.
Murió en Turín a los 81 años de edad, en 1997.

## Selección nacional
Ha sido internacional con la Selección Albanesa.

## Clubes
| Club           | País    | Año         |
| -------------- | ------- | ----------- |
| SK Tirana      | Albania | 1934 - 1939 |
| US Bari        | Italia  | 1939 - 1940 |
| Juventus       | Italia  | 1940 - 1945 |
| AC Napoli      | Italia  | 1945 - 1946 |
| Alessandria US | Italia  | 1946 - 1948 |
| AS Cannes      | Francia | 1948 - 1951 |
| AC Siena       | Italia  | 1951 - 1952 |
| AS Forlì       | Italia  | 1952 - 1953 |
| AC Rapallo     | Italia  | 1953 - 1954 |

## Palmarés

### Campeonatos nacionales
| Título           | Club        | País    | Año         |
| ---------------- | ----------- | ------- | ----------- |
| Kategoria e Parë | SK Tirana   | Albania | 1934        |
| Kategoria e Parë | SK Tirana   | Albania | 1936        |
| Kategoria e Parë | SK Tirana   | Albania | 1937        |
| Copa de Albania  | SK Tirana   | Albania | 1939        |
| Copa de Italia   | Juventus FC | Italia  | 1941 - 1942 |